# Tappan (New York)
Pour les articles homonymes, voir Tappan.
Tappan est une localité et une census-designated place dans le comté de Rockland, état de New York.
Sa population était de 6 673 habitants en 2020.